# Grande Mestre (vodu)
Grande Mestre (Gran Maître ou Gran Met) ou Bom Papai (Papa Bindye) é o criador primordial do vodu haitiano, equivalente a Deus do cristianismo.